# Playing the Angel
Albums de Depeche Mode
Exciter
(2001) Sounds of the Universe
(2009)
Singles
1. Precious
Sortie : 3 octobre 2005
2. A Pain That I'm Used To
Sortie : 9 décembre 2005
3. Suffer Well
Sortie : 20 mars 2006
4. John the Revelator / Lilian
Sortie : 4 juin 2006

Playing the Angel est le onzième album studio du groupe anglais Depeche Mode, sorti le 17 octobre 2005. Il est considéré comme l'album incarnant le retour du groupe sur le devant de la scène.
Le nom de l'album est tiré des paroles de The Darkest Star. Il marque un retour à des sons plus analogiques rappelant le passé de Depeche Mode (notamment les quelques influences industrielles des années 1980). On peut y trouver des chansons comme I Want it All, Suffer Well, ou encore John the Revelator, véritable emblème du groupe auprès du jeune public[réf. nécessaire].
Playing the Angel est donc une sorte de renaissance pour certains fans du passé de Depeche Mode. Mais pour d'autres, il est un album intéressant montrant de nouvelles intentions ainsi que l'attachement du groupe pour Christian Eigner (batteur pendant les tournées Ultra Party, Singles tour, Exciter tour, Touring the Angel) car Christian va même participer à la création de l'album.
Le disque s'est classé à la 6e place des charts britanniques et en 7e position aux États-Unis dans le Billboard 200. Mais il est no 1 dans de nombreux pays : France, Suisse, Belgique (Wallonie), Italie, Portugal, Autriche, Pays-Bas, Danemark, Suède, Norvège et Finlande.

## Liste des morceaux
Pour la première fois, Dave Gahan écrit les paroles de trois des titres de l'album (Christian Eigner et Andrew Philpott ont composé la musique). Tous les autres sont signés Martin Gore.
| No  | Titre                                                        | Durée |
| --- | ------------------------------------------------------------ | ----- |
| 1.  | A Pain that I'm Used To                                      | 4:11  |
| 2.  | John the Revelator                                           | 3:42  |
| 3.  | Suffer Well (Dave Gahan, Christian Eigner, Andrew Phillpott) | 3:49  |
| 4.  | The Sinner in Me                                             | 4:56  |
| 5.  | Precious                                                     | 4:10  |
| 6.  | Macro                                                        | 4:03  |
| 7.  | I Want it All (Gahan, Eigner, Phillpott)                     | 6:09  |
| 8.  | Nothing's Impossible (Gahan, Eigner, Phillpott)              | 4:21  |
| 9.  | Introspectre                                                 | 1:42  |
| 10. | Damaged People                                               | 3:29  |
| 11. | Lilian                                                       | 4:50  |
| 12. | The Darkest Star                                             | 6:55  |

### Titres bonus
- Free – 5:11 (au  Japon)
- Clean (Bare) – 3:44 (sur la version DVD de l'album)
- Waiting for the Night (Bare) (pour les précommandes iTunes)

### Édition limitée - DVD bonus
1. Playing the Angel en 5.1 et Stereo : DTS 5.1 (48KHz/24bits) - Dolby Digital 5.1 Surround (48KHz/24bits) - PCM Stereo (48KHz/16bit)
2. Making the Angel – PCM Stereo
3. Precious (Video) – PCM Stereo
4. Clean (Bare) – PCM Stereo
5. Galerie de photos – photographies prises par Ben Hillier durant l'enregistrement de l'album

Le disque audio présent dans cette édition limitée est un SACD hybride (DSD stéréo et multicanal).

### BonusUMD
1. Making the Angel – court-métrage
2. Precious (vidéo)
3. Clean (Bare)
4. Galerie de photos

## Classements et certifications
| Chart (2005)                                   | Meilleure place |
| ---------------------------------------------- | --------------- |
| Allemagne (Media Control AG)                   | 1               |
| Australie (ARIA)                               | 45              |
| Autriche (Ö3 Austria Top 40)                   | 1               |
| Belgique (Flandre Ultratop)                    | 4               |
| Belgique (Wallonie Ultratop)                   | 1               |
| Canada (Billboard Canadian Albums)             | 3               |
| Danemark (Tracklisten)                         | 1               |
| Espagne (Promusicae)                           | 2               |
| États-Unis (Billboard 200)                     | 7               |
| États-Unis (Billboard Dance/Electronic Albums) | 1               |
| Europe (European Top 100 Albums)               | 1               |
| Finlande (Suomen virallinen lista)             | 1               |
| France (SNEP)                                  | 1               |
| Hongrie (Mahasz)                               | 1               |
| Irlande (Irish Albums Chart)                   | 15              |
| Italie (FIMI)                                  | 1               |
| Japon (Oricon)                                 | 104             |
| Mexique (Top 100 Mexico)                       | 3               |
| Norvège (VG-lista)                             | 1               |
| Pays-Bas (Mega Album Top 100)                  | 11              |
| Pologne (ZPAV)                                 | 1               |
| Portugal (AFP)                                 | 1               |
| République tchèque (IFPI)                      | 1               |
| Royaume-Uni (UK Albums Chart)                  | 6               |
| Suède (Sverigetopplistan)                      | 1               |
| Suisse (Schweizer Hitparade)                   | 1               |

| Année | Chart                              | Meilleure place |
| ----- | ---------------------------------- | --------------- |
| 2005  | Allemagne                          | 22              |
| 2005  | Autriche                           | 54              |
| 2005  | Belgique (Flandre)                 | 53              |
| 2005  | Belgique (Wallonie)                | 16              |
| 2005  | Danemark                           | 43              |
| 2005  | États-Unis (Top Electronic Albums) | 2               |
| 2005  | Finlande                           | 78              |
| 2005  | France                             | 57              |
| 2005  | Hongrie                            | 27              |
| 2005  | Mexique                            | 81              |
| 2005  | Suède                              | 40              |
| 2005  | Suisse                             | 30              |
| 2006  | Allemagne                          | 44              |
| 2006  | Belgique (Wallonie)                | 95              |
| 2006  | Danemark                           | 85              |
| 2006  | Europe (European Top 100 Albums)   | 54              |
| 2006  | Hongrie                            | 100             |
| 2006  | Mexique                            | 95              |

| Pays                         | Certification | Ventes certifiées |
| ---------------------------- | ------------- | ----------------- |
| Allemagne (BVMI)             | 2 × Platine   | 400 000           |
| Argentine (CAPIF)            | Or            | 20 000            |
| Autriche (IFPI)              | Or            | 15 000            |
| Canada (Music Canada)        | Or            | 50 000            |
| États-Unis (RIAA)            | Or            | 500 000           |
| Danemark (IFPI)              | Or            | 20 000            |
| Finlande (Musiikkituottajat) | Or            | 16 777            |
| France (SNEP)                | Platine       | 212 900           |
| Pologne (ZPAV)               | Platine       | 20 000            |
| Royaume-Uni (BPI)            | Or            | 100 000           |
| Suède (GLF)                  | Or            | 30 000            |